# 诸葛亮躬耕地之争
诸葛亮躬耕地之争是河南省南阳市和湖北省襄阳市之间对于三国时期诸葛亮躬耕地的争议，南阳市认为诸葛亮躬耕于卧龙岗，而襄阳市则认为诸葛亮躬耕于隆中。除了历史上的一些文献在记载诸葛亮躬耕地不一致外，现代中国各地因经济效应而引发的名人故里之争也是引起南襄双方争夺诸葛亮躬耕地的主要原因。

## 襄阳说
湖北襄阳方面认为，躬耕于南阳指的是南阳郡，其理由是东汉南阳郡并无南阳县，其治所在宛县，即今天的南阳市宛城区，诸葛亮出山前长期为曹操势力控制。刘备投靠刘表驻守的新野就在襄阳县与宛县之间，是防备北方曹操的军事据点，而南阳郡最南部的邓县，与南郡襄阳县分界为万山。隆中在万山以西，当时属于南阳郡邓县，故可以有“躬耕于南阳”之说。《s:水經注/28》有言「沔水又東逕隆中，歷孔明舊宅北」，又言「沔南有固城，城側沔川，即新野山都縣治也，舊南陽之赤鄉矣」，支持孔明故居在漢水之南，且漢水之南亦可屬南陽郡。

## 南阳说
南阳方面认为，躬耕于南阳的地点在今天的卧龙岗，其理由是西晋之前的三国时期，南阳属南阳郡，襄阳属南郡，南阳郡与南郡以汉水为界，汉水之南的隆中不属于南阳郡。另外，依据《资治通鉴》、《三国志·魏书·武帝纪第一》和《三国志·蜀书·二先主传第二》，东汉末年宛城被刘表所控制，而非曹操的势力范围。 2010年12月，北京师范大学出版社出版的中华人民共和国九年级语文课本中对《出师表》一文“躬耕于南阳”的注解也支持南阳说。